# Салова, Ирина Васильевна
Ирина Васильевна Салова (Буш) (1 ноября 1961, Самара) — советская биатлонистка, неоднократная чемпионка СССР. Мастер спорта СССР международного класса по биатлону, Мастер спорта СССР по лыжным гонкам.

## Биография
Окончила школу-интернат № 1 в Жигулёвске (1978). С 1978 года представляла город Свердловск и спортивное общество «Труд», с 1984 года — общество «Динамо». Воспитанница тренеров Александра Фёдоровича Бекренева и Валерия Алексеевича Шитикова.
На чемпионатах СССР выигрывала золотые медали в спринте на дистанции 7,5 км (1990), дважды побеждала в гонках патрулей (1987 и 1990), один раз — в индивидуальной гонке (дата неизвестна)[уточнить]. Также выигрывала серебро и бронзу в индивидуальных гонках. Становилась победительницей зимней Спартакиады народов СССР.
По окончании спортивной карьеры работала инструктором-методистом ДЮСШ в г. Муравленко, заведующей туристической базы в г. Салехард.

## Личная жизнь
Окончила Свердловское пожарно-техническое училище и Омский государственный институт физической культуры (2003, заочно).